# Gordos
Gordos es una comedia dramática española de 2009, dirigida por Daniel Sánchez Arévalo y protagonizada por Antonio de la Torre. En ella se relatan cinco historias que giran en torno a la obesidad, con un entorno común: un grupo de terapia. Un sitio donde los protagonistas no van a adelgazar, sino a encontrar los motivos por los cuales tienen sobrepeso, a averiguar las causas por las cuales están a disgusto con su cuerpo. El peso es lo de menos, su cuerpo es lo de menos.

## Sinopsis
Comedia dramática sobre los excesos y las carencias de la vida. Los complejos, las fobias, las obsesiones, los traumas, los errores, los miedos, la culpa, los deseos, las ilusiones, los retos, los compromisos, las metas, las relaciones, el amor, el sexo, la salud, la familia... La supervivencia, en el más amplio y orondo sentido de la palabra. Gordos es una historia coral que gira en torno a una terapia de grupo, de gente con problemas relacionados con la obesidad.

## Reparto
- Antonio de la Torre, como Enrique.
- Roberto Enríquez, como Abel.
- Verónica Sánchez, como Paula.
- Raúl Arévalo, como Álex.
- Leticia Herrero, como Sofía.
- Fernando Albizu, como Andrés.
- María Morales, como Leonor.
- Pilar Castro, como Pilar.
- Adam Jezierski, como Luis.
- Marta Martín, como Nuria.
- Teté Delgado, como Beatriz.
- Roberto Álamo, como Párroco.
- Seidina Mboup, como Cheick.
- Miguel Ortiz, como Jesús.
- José David Pérez, como Samuel.
- Maxi Rodríguez, como Policía.
- Pepa Aniorte, como Ginecóloga.
- Gonzalo Kindelán, como Chico musculoso.
- Javier Merino, como Tipo Bingo.
- Pedro Morales, como Tutor.
- Tamara Moreno, como Erika.
- Oliver Morellón, como Chico discoteca.
- Ramón Rados, como Hombre bar.
- Luis Rallo, como Germán.
- Antolín Romero, como Ejecutivo.
- Eva Martines Gonzalez, como Presentadora telediario.

## Palmarés cinematográfico
XXIV edición de los Premios Goya
| Categoría                | Persona                            | Resultado |
| ------------------------ | ---------------------------------- | --------- |
| Mejor actor protagonista | Antonio de la Torre                | Nominado  |
| Mejor actriz de reparto  | Pilar Castro                       | Nominada  |
| Mejor actriz de reparto  | Verónica Sánchez                   | Nominada  |
| Mejor actor de reparto   | Raúl Arévalo                       | Ganador   |
| Mejor actriz revelación  | Leticia Herrero                    | Nominada  |
| Mejor actor revelación   | Fernando Albizu                    | Nominado  |
| Mejor guion original     | Daniel Sánchez Arévalo             | Nominado  |
| Mejor montaje            | Nacho Ruiz Capillas David Pinillos | Nominados |

XIX edición de los Premios de la Unión de Actores
| Categoría                | Persona             | Resultado |
| ------------------------ | ------------------- | --------- |
| Mejor actor protagonista | Antonio de la Torre | Nominado  |
| Mejor actriz secundaria  | Verónica Sánchez    | Ganadora  |
| Mejor actor secundario   | Raúl Arévalo        | Nominado  |
| Mejor actriz de reparto  | Pilar Castro        | Ganadora  |
| Mejor actor de reparto   | Fernando Albizu     | Ganador   |
| Mejor actriz revelación  | Leticia Herrero     | Ganadora  |

- Datos: Q3825580